# Meinrad Ier de Hohenzollern-Sigmaringen
Titre
Prince de Hohenzollern-Sigmaringen
22 mars 1638 – 30 janvier 1681
(42 ans, 10 mois et 8 jours)
Meinrad Ier de Hohenzollern-Sigmaringen (en allemand : Meinrad I. von Hohenzollern-Sigmaringen), né en 1605 à Munich et mort le 30 janvier 1681 à Sigmaringen, est prince de Hohenzollern-Sigmarigen de 1638 à 1681.

## Famille
Il est l'unique fils et l'aîné des trois enfants de Jean de Hohenzollern-Sigmaringen et de Jeanne de Hohenzollern-Hechingen.

### Mariage et descendance
Le 7 mai 1635, Meinrad Ier de Hohenzollern-Sigmaringen épouse Marie comtesse de Törring-Seefeld (1613-12 février 1682), fille de Ferdinand Ier Baron de Törring à Seefeld et de Renée, comtesse de Schwarzenberg.
Dix-neuf enfants sont nés de cette union ,:
- Maximilien Ier de Hohenzollern-Sigmaringen, prince de Hohenzollern-Sigmaringen (Munich 20 janvier 1636 - 13 août 1689)
- Jean-Charles (Hans Karl) de Hohenzollern-Sigmaringen (Munich 17 février 1637 - Munich avril 1637)
- Marie-Anne (Maria Anna) de Hohenzollern-Sigmaringen (Munich 17 mars 1638 - Munich août 1638)
- Ferdinand-François (Ferdinand Franz) de Hohenzollern-Sigmaringen (Munich 27 janvier 1639 - tué près de Veringen 12 août 1662), mort sans alliance
- Marie-Jeanne (Maria Johanna) de Hohenzollern-Sigmaringen (Munich 28 mars 1640 - couvent d'Inzigkofen 12 novembre 1707), religieuse (1656) puis prieure (1692) au couvent d'Inzigkofen
- Meinrad de Hohenzollern-Sigmaringen (Turckheim 9 avril 1641 - Turckheim 25 avril 1642)
- Christophe (Christoph) de Hohenzollern-Sigmaringen (Turckheim 26 janvier 1642 - Turckheim 26 janvier 1642)
- Marie-Madeleine (Maria Magdalena) de Hohenzollern-Sigmaringen (Turckheim 5 février 1643 - Krauchenwies 27 octobre 1663), morte sans alliance
- Ignace (Ignaz) de Hohenzollern-Sigmaringen (Turckheim 22 décembre 1643 - Turckheim 22 décembre 1643)
- Marie-Ménodora (Maria Menodora) de Hohenzollern-Sigmaringen (Turckheim 10 décembre 1644 - Kloster Holz 3 décembre 1664), religieuse à Kloster Holz (1661-1664)
- Marie-Catherine (Maria Katharina) de Hohenzollern-Sigmaringen (Turckheim 24 novembre 1645 - Turckheim 24 novembre 1645)
- Marie-Thérèse (Maria Theresia) de Hohenzollern-Sigmaringen (Überlingen 20 mars 1647 - Haigerloch juin 1647)
- Jean-Meinrad (Johann Meinrad) de Hohenzollern-Sigmaringen (Haigerloch 9 février 1648 - Haigerloch 11 février 1648)
- Marie-Françoise (Maria Franziska) de Hohenzollern-Sigmaringen (Sigmaringen 17 mai 1649 - Inzigkofen 5 septembre 1712), religieuse (1666) puis prieure (1707) au couvent d'Inzigkofen
- Un fils mort-né le 6 août 1650
- Jean-Félix (Johann Felix) de Hohenzollern-Sigmaringen (Sigmaringen 30 août 1651 - Sigmaringen 8 septembre 1651)
- Anne-Marie (Anna Maria) de Hohenzollern-Sigmaringen (Sigmaringen 26 août 1654 - 27 août 1678), épouse à Sigmaringen le 13 juillet 1672 Antoine-Eusèbe, comte de von Königsegg-Aulendorf (1639-1692)
- Un fils mort-né à Sigmaringen le 22 août 1655
- François Antoine de Hohenzollern-Haigerloch (Franz Anton) prince de Hohenzollern-Haigerloch (Sigmaringen 5 décembre 1657 - tué à la bataille de Friedlingen le 14 octobre 1702), épouse le 5 février 1677 Marie-Anne-Eusèbe, comtesse de Königsegg-Aulendorf (1670-1716), fille d'Antoine-Eusèbe, Comte de Königsegg-Aulendorf et de sa première épouse Dorothée Geneviève, comtesse Thunn von Castel Thunn. Quatre enfants sont issus de ce mariage.

## Biographie
En 1632, le château de Sigmaringen est occupé par les Suédois et l'année suivante, lors de sa reconquête par le général Horn, la partie orientale est détruite par un incendie. En 1658 et 1659, Meinrad Ier fait reconstruire les parties détruites.
À sa mort, son fils Maximilien Ier de Hohenzollern-Sigmaringen lui succède.

## Généalogie
Meinrad Ier de Hohenzollern-Sigmaringen appartient à la lignée de Hohenzollern-Sigmaringen issue de la quatrième branche, elle-même issue de la première branche de la Maison de Hohenzollern. Cette lignée donna des rois à la Roumanie. Meinrad Ier de Hohenzollern-Sigmaringen est l'ascendant de Michel Ier de Roumanie.